# 阿里山脊蛇
阿里山脊蛇（学名：Achalinus niger），又名阿里山脊蛇，为游蛇科脊蛇属下的一種無毒蛇類，是台灣的特有物种。该物种的模式产地在台湾阿里山。
其种加词“niger”意为“黑色的”。

## 分佈
廣泛分布于台灣本島海拔1,000—3,000米（3,300—9,800英尺）的山區。遺傳分析指出有三個不同的分支，一個北部分支來自雪山山脈的北部，一個南部分支來自阿里山山脈和中央山脈南部，以及一個小但非常獨特的分支，來自中央山脈中部的梅峰。

## 特徵
標蛇為無毒的中、小型蛇類，最大約80 cm（31英寸）。 整個身體在光線下呈現彩虹光澤。頭部小而橢圓形，沒有明顯的頸部。身體纖細，尾巴稍短。像珠子一樣的眼睛很小，呈不帶光澤的黑色。。 體背為均勻的橄欖色，淺棕褐色或黑色，背部有一條從頭部延伸至尾部的黑色條紋。腹面為橄欖黃色或深灰色。幼體通常是黑色。

## 習性
棲息於高山的森林底層、枯葉堆等潮濕的環境中，主要以蚯蚓、蛞蝓和青蛙為食。夜行性，不具攻擊性，卵生。雌蛇每次約產下 7 顆卵，每顆重約1.6 g（0.056 oz）。

## 保护
族群數量沒有明顯的威脅。為第 II 類保育物種。
本种于2023年被收录入《有重要生态、科学、社会价值的陆生野生动物名录》。